# Ai Hashimoto
Ai Hashimoto (橋本 愛 Hashimoto Ai?,  Kumamoto, Prefectura de Kumamoto, 12 de enero de 1996) es una actriz y modelo japonesa, afiliada a Sony Music Artists Inc.

## Carrera
Hashimoto hizo su debut profesional después de ganar el premio mayor en la Huahua Audition de 2008. En 2010, apareció en la película Confessions, mientras que en 2012 protagonizó Kirishima, bukatsu yamerutteyo, filme por el cual ganó premios al mejor artista nueva en los Premios de la Academia Japonesa y Kinema Junpo. También apareció como Sadako en Sadako 3D.

## Filmografía

### Películas
| Año  | Título                                              | Papel           | Notas                     |
| ---- | --------------------------------------------------- | --------------- | ------------------------- |
| 2010 | Confessions                                         | Mizuki Kitahara |                           |
| 2011 | Control Tower                                       | Mizuho Takimoto | Principal                 |
| 2011 | A Honeymoon in Hell: Mr. & Mrs. Oki's Fabulous Trip | Yoshiko         |                           |
| 2012 | Kirishima, bukatsu yamerutteyo                      | Kasumi          |                           |
| 2012 | Sadako 3D                                           | Sadako          |                           |
| 2012 | Home: Itoshi no Zashiki Warashi                     | Azumi Takahashi |                           |
| 2012 | Blood-C: The Last Dark                              | Mana Hiiragi    | Voz                       |
| 2012 | Another                                             | Mei Misaki      | Principal                 |
| 2012 | Bungo: Stories of Desire                            | Tomoyo          | Segmento Sushi, principal |
| 2013 | Goodbye Debussy                                     | Haruka Kōzuki   | Principal                 |
| 2013 | Ore wa Mada Honki Dashitenai Dake                   | Suzuko Ōguro    |                           |
| 2013 | Angel Home                                          | Haruka Kunimura |                           |
| 2014 | Kawaki                                              | Morishita       |                           |
| 2014 | Little Forest: Summer & Autumn                      | Ichiko          | Principal                 |
| 2014 | Parasyte: Parte 1                                   | Satomi Murano   |                           |
| 2014 | Adult Drop                                          | An Irie         |                           |
| 2015 | Little Forest: Winter & Spring                      | Ichiko          | Principal                 |
| 2015 | Wonderful World End                                 | Shiori Hayano   | Principal                 |
| 2015 | Parasyte: Parte 2                                   | Satomi Murano   |                           |
| 2016 | The Shell Collector                                 | Tsutako         |                           |
| 2016 | Utsukushii Hito                                     | Tōko            | Principal                 |
| 2016 | Zan'e: Sunde wa ikenai heya                         | Ms. Kubo        |                           |
| 2016 | Birthday Card                                       | Noriko          | Principal                 |
| 2016 | Koto                                                | Mai Sada        |                           |
| 2017 | Utsukushii Hoshi                                    | Akiko           |                           |
| 2017 | Parks                                               | Jun             | Principal                 |

### Televisión
| Año  | Título                              | Papel        | Cadena  | Notas       | Ref.        |
| ---- | ----------------------------------- | ------------ | ------- | ----------- | ----------- |
| 2012 | Tsumi to Batsu: A Falsified Romance | Hikaru Baba  | WOWOW   |             |             |
| 2013 | Hard Nuts                           | Kurumi Nanba | NHK     | Principal   |             |
| 2013 | Amachan                             | Yui Adachi   | NHK     | Asadora     |             |
| 2018 | Segodon                             | Suga         | NHK     | Drama taiga |             |
| 2019 | Idaten                              | Koume        | NHK     | Drama taiga |             |
| 2023 | Makanai: la cocinera de las maiko   | Momoko       | Netflix | Serie web   | [ 6 ] [ 7 ] |

## Premios y nominaciones
| Año  | Premio                          | Categoría               | Resultado |
| ---- | ------------------------------- | ----------------------- | --------- |
| 2013 | Festival de Cine de Yokohama    | Mejor artista nuevo     | Ganadora  |
| 2013 | Kinema Junpo Award              | Mejor actriz nueva      | Ganadora  |
| 2013 | Premios de la Academia Japonesa | Mejor artista nuevo     | Ganadora  |
| 2014 | Premios Élan d'Or               | Mejor artista nuevo     | Ganadora  |
| 2018 | Mainichi Film Awards            | Mejor actriz de reparto | Nominada  |